# Brand New World
Brand New World (stilizzato come BRAND NEW WORLD) è un brano musicale dal gruppo musicale giapponese D-51, pubblicato il 26 luglio 2006 come sesto singolo del gruppo. Il brano è stato utilizzato come sesta sigla di apertura per gli episodi dal 264 al 278 dell'anime One Piece, in sostituzione della precedente sigla Kokoro no Chizu.

## Tracce
CD singolo
1. Brand New World - 4:17
2. Haisai!SUMMER GIRL ~ (ハイサイ!Summer Girl?) - 5:07
3. Gan hare - 4:03
4. Brand New World －Back Track－ - 4:21

Durata totale: 17:48

## Classifiche
| Classifica (2004) | Posizione massima |
| ----------------- | ----------------- |
| Giappone (Oricon) | 15                |